# Regent

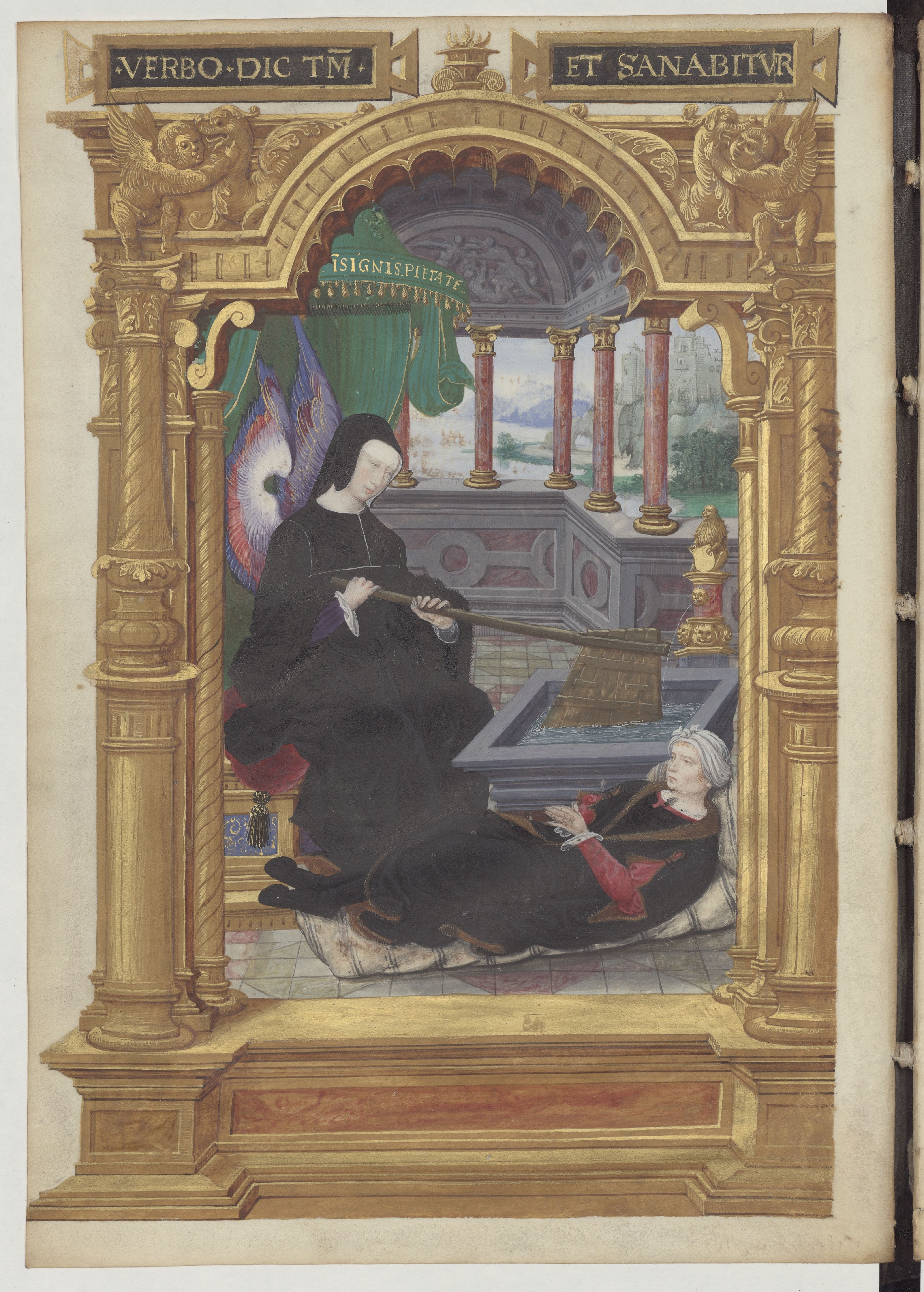
Allegori över Louise av Savojens regentskap i Frankrike, då hon var regent för sin frånvarande son Frans I av Frankrike.

Regent är i dagligt tal en vanlig benämning på en monark, den som är statschef i ett land med monarkiskt statsskick. Ordet syftar på den som formellt fungerar som statschef, och kan således syfta på såväl monarken själv som en ställföreträdare. En sådan ställföreträdare kan ha utnämnts för att regera en stat under en bestämd eller obestämd tid vid interregnum eller på grund av att den ordinarie monarken är minderårig, frånvarande eller psykiskt eller fysiskt sjuk, och därför inte kan utföra sina plikter. Om en sådan regent själv inte har kunglig status kan den kallas riksföreståndare.

## Historik
Ställföreträdande regenter har varit vanliga i de flesta monarkier världen över. Uppdraget tillföll normalt antingen monarkens hustru eller mor, eller en man med plats i tronföljden. 
Historiskt var det vanligt för en monark att utse en regent under tider av frånvaro. Ett vanligt scenario var att en kung utsåg en regent att regera i hans frånvaro när han deltog i ett fälttåg. Det var normalt att han utsåg in hustru till regent, såvida inte hans tronarvinge var vuxen och gammal nog att ta uppdraget. Adela av Normandie blev till exempel regent i Blois när hennes make greven av Blois deltog i det första korståget 1095. 
När en vuxen monark blev sjuk kunde också en ställföreträdande regent utses fram till att monarken tillfrisknade. Ett exempel är Isabella av Bayern, som blev Frankrikes regent under 1300-talet när hennes make kungen drabbades av psykisk sjukdom och blev oförmögen att regera. Ett annat exempel är Ulrika Eleonora, som blev Sveriges ställföreträdande regent under år 1738, när hennes make kung Fredrik blev svårt sjuk. 
När en omyndig person blev monark tillsattes en förmyndarregering att styra fram till att monarken blev myndig. En förmyndarregering kunde se olika ut och berodde ofta på den avlidne monarkens önskan eller på praxis. I Norden och i England bestod förmyndarregeringen ofta av ett förmyndarråd av adelsmän. Ordföranden i ett sådant råd var regent och kallades ofta riksföreståndare. I andra länder, så som i Frankrike och Spanien, leddes förmyndarregeringen ofta av en förmyndarregent, ensam eller assisterad av medregenter. Normal praxis var att den omyndiga monarkens mor blev regent, men det var ingen självklar sak. Uppdraget kunde också gå till en vuxen manlig släkting som stod nära monarken i arvsföljden, en så kallad prinsregent. Prinsregenter blev vanligare under 1800- och 1900-talen, när monarkier fick fasta konstitutioner som ofta uteslöt personer som inte stod direkt i tronföljden att utöva makt, något som uteslöt hustrur och mödrar till monarker att bli regenter, vilket tidigare hade varit vanligt. 
En vicekung eller guvernör har också, i sin egenskap av representant för en frånvarande monark, ibland beskrivits som en typ av regent, då en sådan regerar en del av ett rike i en frånvarande monarks ställe. Ett sådant exempel är ståthållaren i Nederländerna, Spanska Nederländerna och Österrikiska Nederländerna, som länge styrdes av kvinnliga släktingar till kungen av Spanien och den tysk-romerska kejsaren, bland dem Margareta av Österrike.  Ett senare exempel är Vicekungen av Indien.

## Exempel
- Adela av Normandie, för sin frånvarande make Stefan av Blois, 1095-1099.
- Maria av Kastilien, för sin frånvarande make Alfons V av Aragonien, 1420-1458.
- Filippa av England, för sin frånvarande make Erik av Pommern, 1423-1425.
- Katarina av Aragonien, för sin frånvarande make Henrik VIII, 1513.
- Louise av Savojen, för sin frånvarande son Frans I, 1515 och 1525-1526.
- Ulrika Eleonora, för sin frånvarande make Fredrik I, 1731 och 1738.

### Förmyndarregenter
- Blanka av Kastilien (1226 - 1236) åt Ludvig IX.
- Katarina av Medici (1560 - 1563) åt Karl IX av Frankrike
- Anna av Österrike (1643 - 1651) åt Ludvig XIV av Frankrike.[3]
- Änkekejsarinnan Cixi (1861 - 1873) åt Tongzhi-kejsaren

### Prinsregenter
- Filip II av Orléans, förmyndarregent för Ludvig XV 1715-1721. [4]
- Fredrik VI av Danmark, regent för sin psykiskt sjuka far 1781-1808.
- Johan VI av Portugal, regent för sin psykiskt sjuka mor 1792-1816.
- Georg IV av Storbritannien, brittisk prinsregent för sin psykiskt sjuka far 1820-1830.

### Riksföreståndare
- Karl Knutsson (Bonde), Sveriges riksföreståndare, formellt för den danska kungen, 1438-1441.